# Ampelpärchen

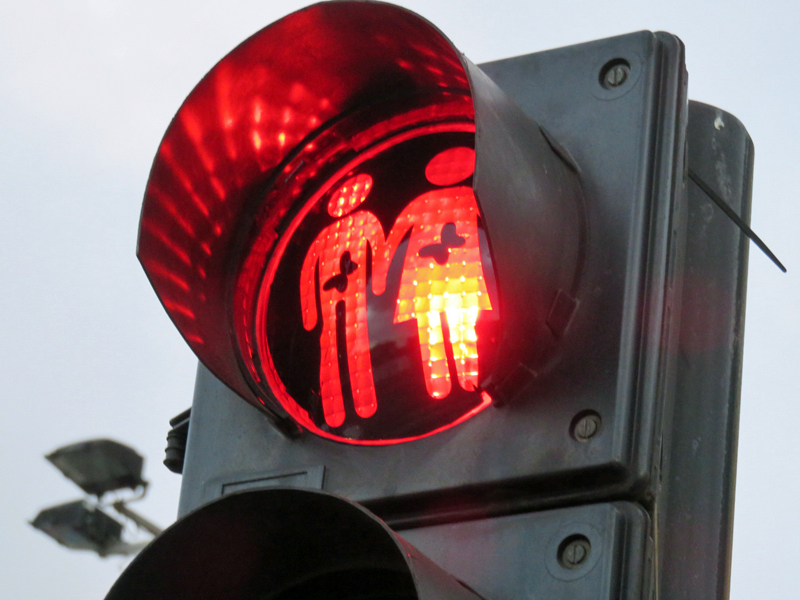
Ampelpärchen in Amsterdam

Ampelpärchen sind besondere Fußgängersignale, die von ihrer Form her auf das Ampelmännchen bzw. -weibchen zurückgehen.
In einigen Städten in Österreich und Deutschland gibt es Ampelpärchen seit 2015, und zwar in allen drei möglichen Kombinationen der zwei Geschlechter Mann und Frau. Damit ist zugleich oft ein politisches Statement der Gleichberechtigung von  gleich- und verschiedengeschlechtlicher Liebe verbunden.
Homosexuelle Ampelpärchen wurden anschließend auch in weiteren Städten wie London und Madrid installiert.
Außerhalb Europas findet man Ampelpärchen etwa im australischen Canberra.

## Österreich

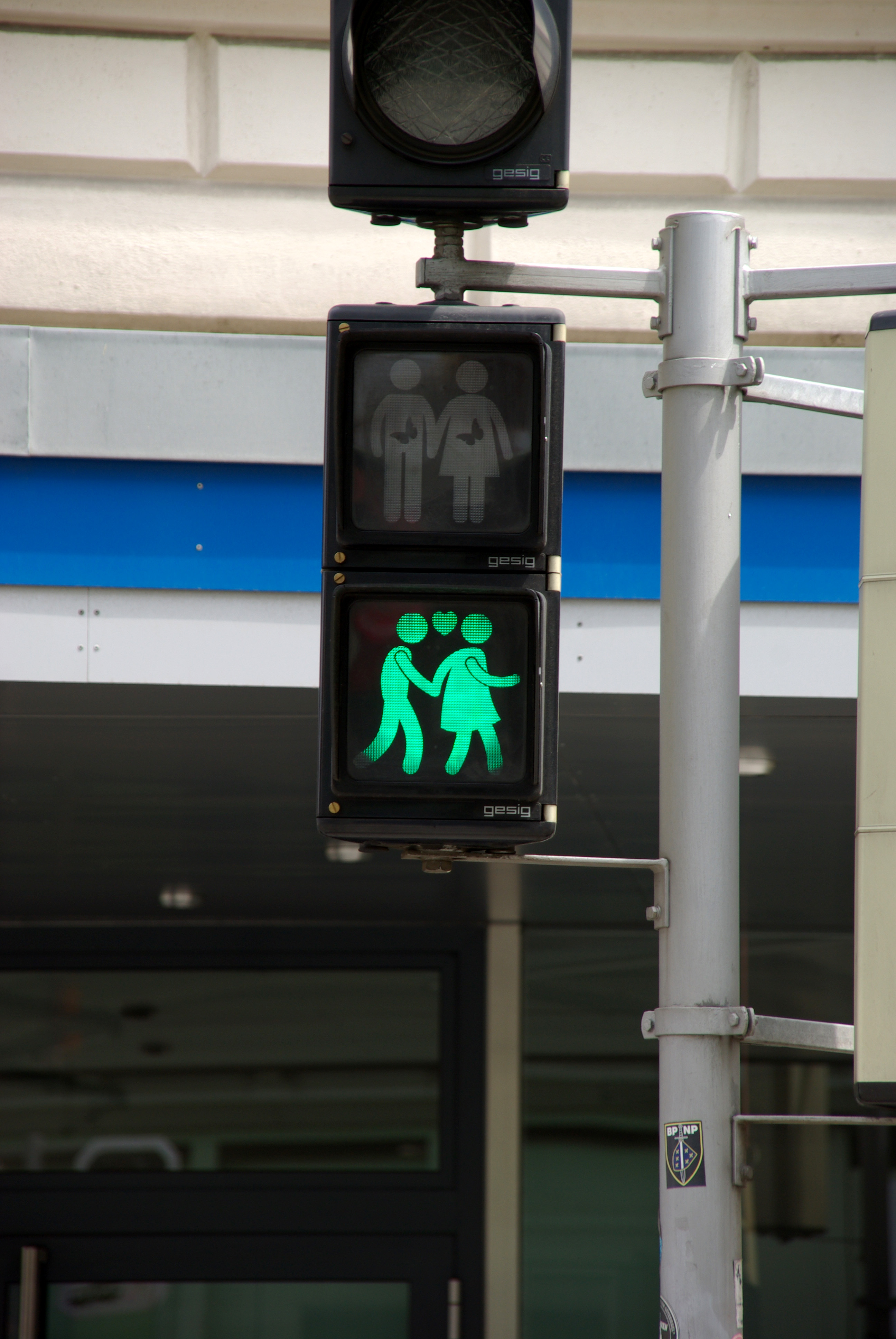
Ein Ampelpärchen in Wien

In der österreichischen Bundeshauptstadt Wien wurden am 11. Mai 2015, anlässlich des Life Balls, des Eurovision Song Contests (der aufgrund des Erfolgs der Sängerin und Drag Queen Conchita Wurst in Wien ausgetragen wurde) und der Regenbogenparade als Variante drei verschiedene Arten von „Ampel-Pärchen“ mit Herz u. ä. (hetero, lesbisch, schwul) installiert. Diese Aktion der Stadt Wien war ursprünglich nur für bis Ende Juni, also während sieben Wochen gedacht. Nach weltweit beachtlichem positivem Medienecho, und der rasch artikulierten Forderung durch zahlreiche Menschen entschied Verkehrsstadträtin Vassilakou (Grüne) schon am 18. Mai, dass die Pärchen hängen bleiben werden: „Die Pärchen sind zum beliebten Fotomotiv geworden und haben jetzt schon Kultstatus – das ist großartig für die Akzeptanz von lesbischwulen Paaren und ein echtes neues Motiv für Touristen in Wien.“ Auch der SPÖ-Tourismussprecher Max Unterrainer sprach von einer „touristischen Marke“, die Ampelpärchen stünden für ein Miteinander, für ein weltoffenes Wien. Die Facebook-Gruppe Die Wiener Ampelpärchen sollen bleiben hatte bis 19. Mai gut 20.000 Teilnehmer. Die Homosexuelleninitiative HOSI begrüßte das dauerhafte Belassen der Pärchen.
Der Wiener FPÖ gingen in dieser kurzen Zeit der Entscheidungsfindung die Sujets „viel zu weit“, sie ortete „Steuergeldverschwendung“ und strebte die Strafverfolgung von Vassilakou wegen Verstoß gegen die StVO an. ÖVP-Landesparteiobmann und Stadtrat Manfred Juraczka fand die neuen Ampelmännchen-Paare „nicht gerade günstig“ und bezeichnete die Diskussion darüber als „Volksverblödung“.
Für den Austausch der Ampeln an 120 Fußgängerübergängen bzw. 49 Ampelstandorten wurden Kosten von 63.000 € genannt. Nach der MA 33 – „Wien Leuchtet“ würde die StVO nur die Farbe vorschreiben, nicht jedoch das Motiv. Eine Evaluierung erbrachte einen signifikanten Rückgang an Rotgehern von fast 20 %. Dies wird neben dem Überraschungseffekt auf die erhöhte Leuchtkraft zurückgeführt.
SPÖ-Tourismussprecher Unterrainer ging am 19. Mai weiter und fordert Ampelpärchen für ganz Österreich, hielt die Kosten für 1285 Euro pro Ampel für vertretbar, und sah auch die Möglichkeit solcher Ampeln an stark frequentierten Skipisten.
Die Rechte am Design hält die Stadt Wien, weshalb für die weitere Verwendung in anderen Städten kostenlose Nutzungsverträge abgeschlossen wurden.
Auf Initiative von SoHo, der sozialdemokratischen Homosexuelleninitiative Salzburg und Bürgermeister Schaden (SPÖ) – „Salzburg ist eine offene und tolerante Stadt. Diesmal setzen wir dazu auf ein aktuelles und lockeres Statement … mindestens so wirkungsvoll wie … Grundsatzerklärungen …“ – erhielten am Donnerstag, 18. Juni 2015 früh Fußgängerampeln an den Köpfen der zentralen Staatsbrücke die Wiener Motive (je ein schwules, lesbisches und Hetero-Paar).
Nach Wien und Salzburg hatte auch Linz per 26. Juni 2015, dem Vortag zu Veranstaltungen zum Christopher Street Day, Ampelpärchen erhalten. An den vier Straßenübergängen der zentralen Mozartkreuzung zeigten die Fußgängerampeln die Wiener Symbole: ein schwules, ein lesbisches und ein Hetero-Paar. Die Kosten der getauschten Vorsatzscheiben von etwa 1000 Euro wurden über eine private Initiative via Facebook von Sponsoren finanziert und unter Verkehrsreferentin Karin Hörzing (SPÖ) montiert, die die Intention „als Zeichen für Offenheit und Toleranz“ nachvollziehen konnte. Der neue FPÖ-Verkehrsstadtrat Markus Hein hat die Ansteckscheiben Anfang Dezember 2015 verschwinden lassen: „Ampeln sind ein Verkehrszeichen und dürfen nicht dazu missbraucht werden, Gesinnungsbotschaften zu übermitteln“. Er wolle „ein einheitliches Erscheinungsbild im Stadtverkehr“ mit den üblichen Einzelmännchen – die Ampelpärchen hält er für „völlig unnötig“ und die Rechtslage für gleichgeschlechtliche Paare wäre in Österreich fortschrittlich. Die Grünen kritisierten die Demontage der Linzer Ampelpärchen heftig. Der Landtagsabgeordnete und Mitinitiator der Installation, Severin Mayr, fand es „beschämend“: „Während anderswo Zeichen gesetzt werden, um Weltoffenheit und friedliches Zusammenleben voranzutreiben, lege FPÖ-Stadtrat Hein den Rückwärtsgang ein“ – erklärbar nur mit „Homophobie oder Ewiggestrigkeit“. Auch die Sozialistische Jugend Linz protestierte; SJ-Aktivisten klebten aus Protest Pärchen-Sticker auf die Masten der betroffenen Ampeln.
Am 17. Dezember blieb ein Antrag von SPÖ-Bürgermeister Luger für die Wiedermontage der Pärchen im Stadtsenat in der Minderheit, denn die FPÖ stimmte dagegen, die ÖVP enthielt sich. Daraufhin stellten Grüne und KPÖ einen Dringlichkeitsantrag an den Gemeinderat, doch SPÖ und FPÖ – die Koalitionspartner – stimmten gegen die Dringlichkeit. Ende 2015 befürworteten SPÖ, Grüne, NEOS und KPÖ die Pärchenmotive, was eine knappe Mehrheit für eine zukünftige Abstimmung im Gemeinderat ergäbe.

## Deutschland
Zum Christopher Street Day 2015 wurden die Ampelpärchen auch in München erstmals angebracht. Sie werden ab 2016 künftig jährlich im Zeitraum um den Christopher Street Day im Bereich des Glockenbachviertels verwendet. Kurz darauf folgten Berlin sowie Hamburg, wo man Ampelpärchen in St. Georg („Vielfalt-Ampel“) sieht. Ein dauerhaftes homosexuelles Ampelpärchen erhielt die Stadt Frankfurt am Main anlässlich des CSD 2018 an der Konstablerwache, ebenso Köln zum CSD 2019 am Heumarkt. 2020 wurden in Hannover dauerhaft mehrere gleichgeschlechtliche Ampelfiguren installiert.
In Marburg finden sich seit 2019 ebenfalls heterosexuelle, schwule und lesbische Paare an mehreren Ampeln.
Eine Klage gegen die Ampelpärchen wurde 2022 vom Münchener Verwaltungsgericht und Bayerischen Verwaltungsgerichtshof als unbegründet abgewiesen.

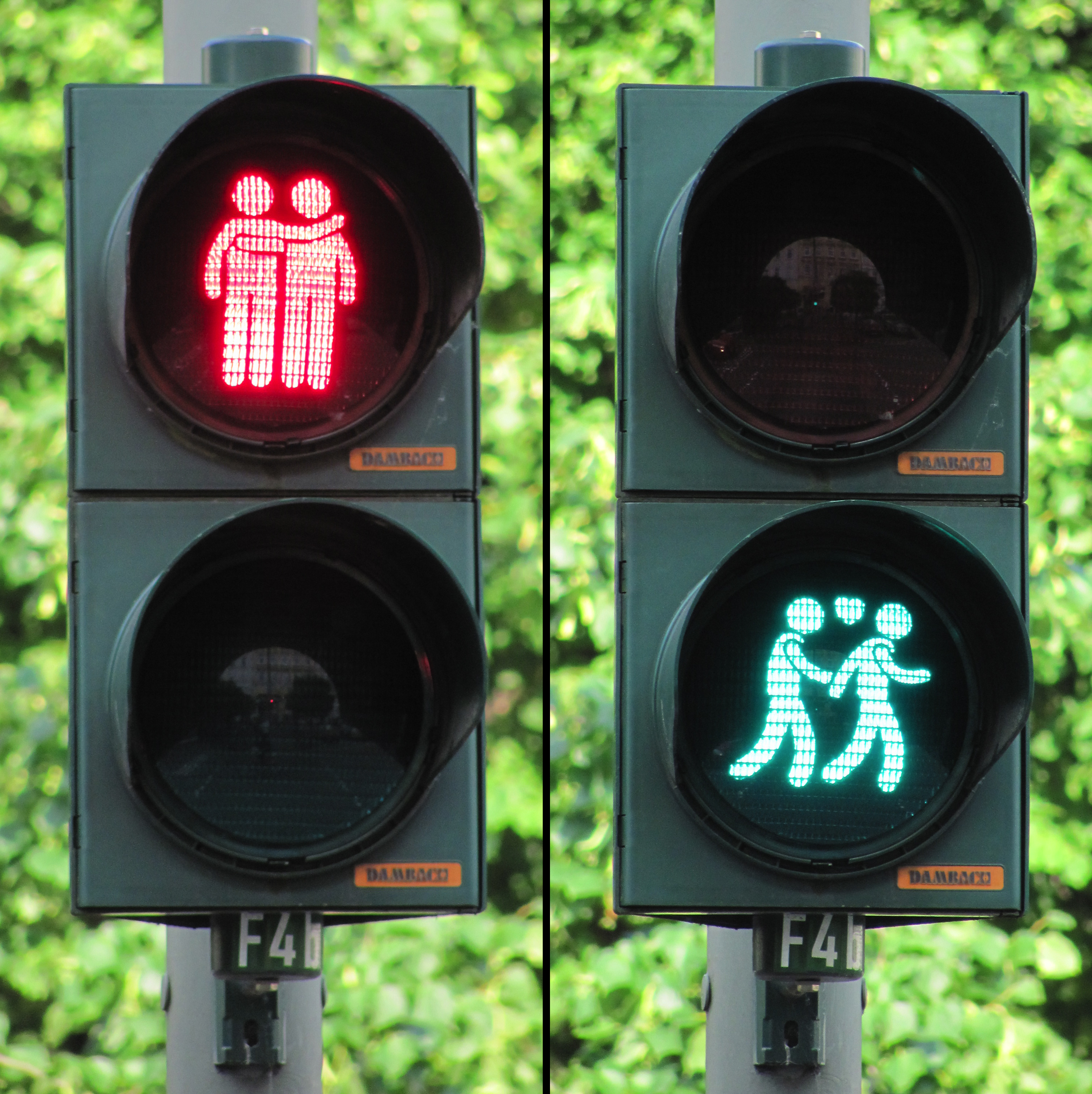
Schwules Ampelpärchen in Hamburg
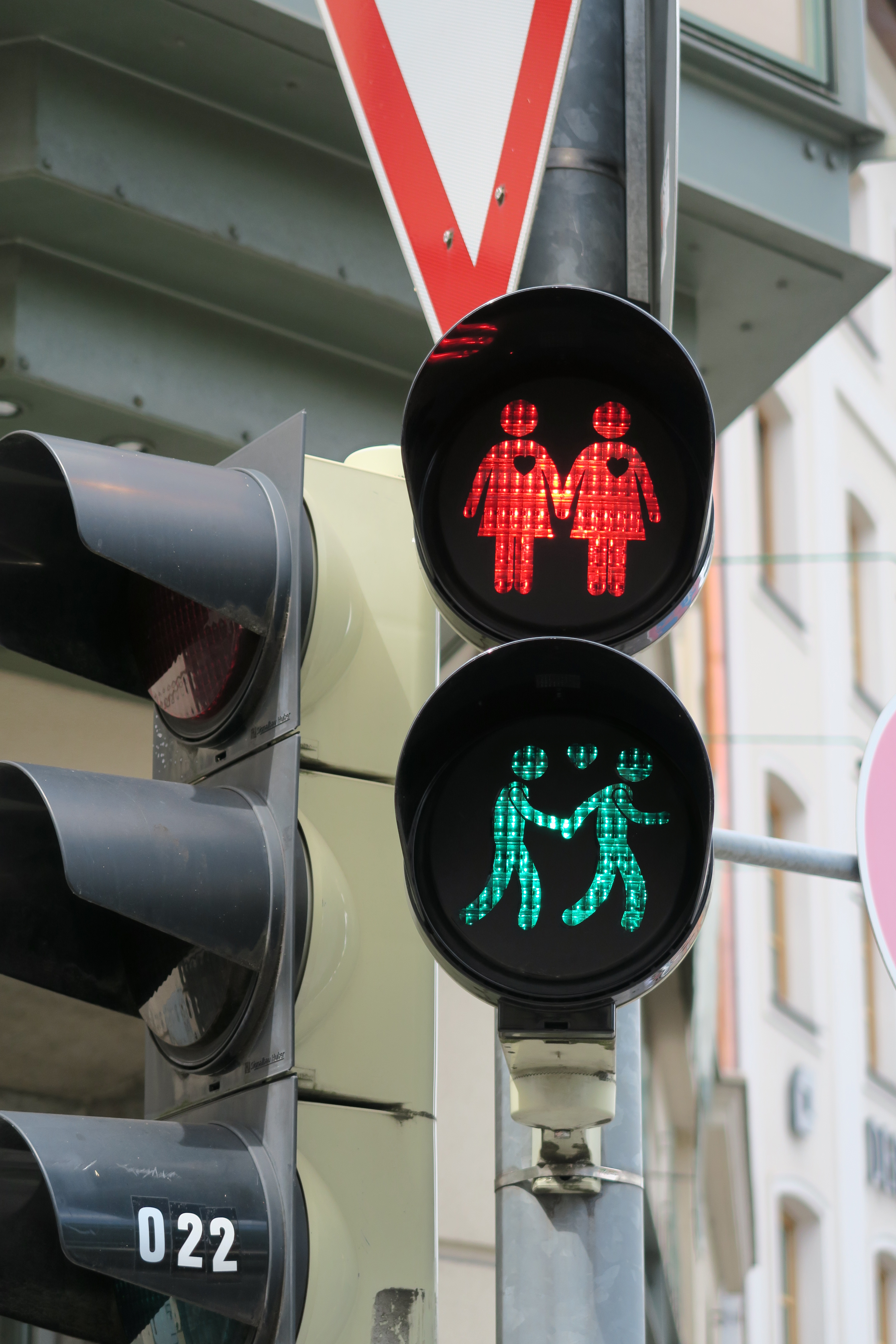
Rotes Ampelfrauen- und grünes Ampelmännchenpärchen im Glockenbachviertel in München
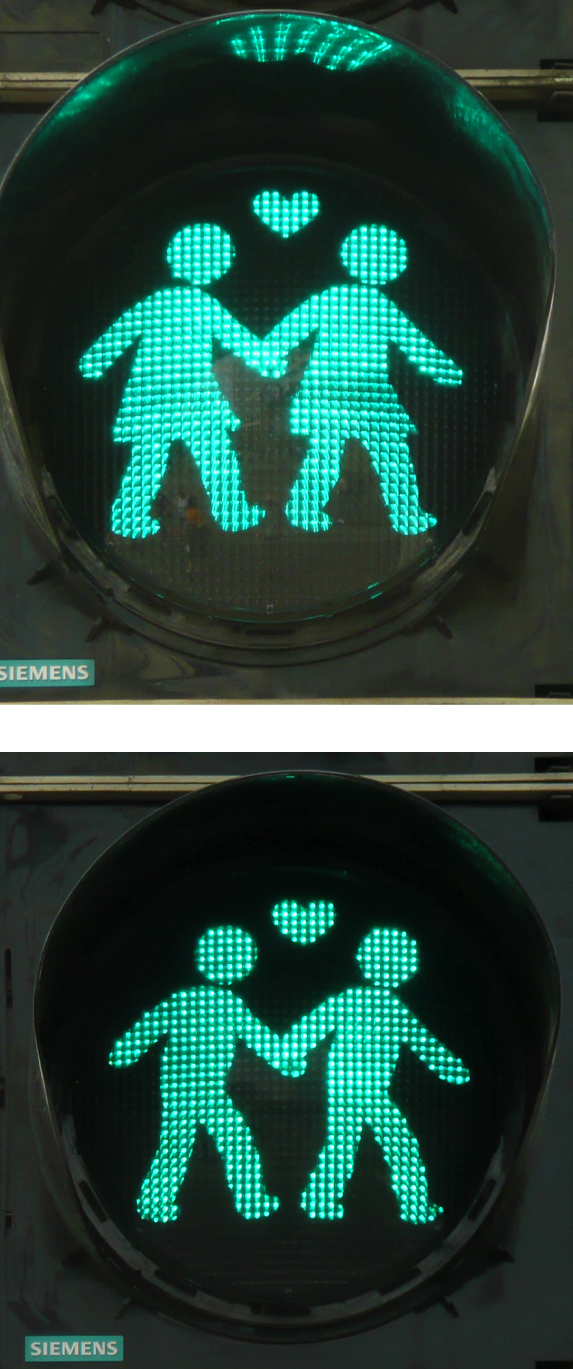
Gleichgeschlechtliche Ampelfiguren in Hannover

## Schweiz
In Zürich wurde die Einführung homosexueller Ampelpärchen anlässlich des 25. Jubiläums des „Zurich Pride Festivals“ und des 50. Jahrestags der Stonewall-Unruhen beschlossen.

## Niederlande
In den Niederlanden gibt es Ampelpärchen in Utrecht und in Amsterdam.

## Spanien
In Madrid wurden 2017 288 homosexuelle Ampelpärchen installiert.

## Großbritannien
In London gibt es die Ampelpärchen seit 2016.

## Australien
In Canberra wurden 2018 anlässlich des ersten Jahrestages der Eheöffnung für gleichgeschlechtliche Paare homosexuelle Ampelpärchen aufgestellt.